# Кукуевка (Глазуновский район)
Кукуевка — деревня в Глазуновском районе Орловской области России. Входит в состав Отрадинского сельского поселения.

## География
Деревня находится в южной части Орловской области, в лесостепной зоне, в пределах центральной части Среднерусской возвышенности, вблизи истока реки Большая Рыбница, на расстоянии примерно 6 километров (по прямой) к северо-северо-востоку от Глазуновки, административного центра района. Абсолютная высота — 231 метр над уровнем моря.

### Климат
Климат умеренно континентальный, с умеренно холодной продолжительной зимой и тёплым летом. Среднегодовая температура воздуха — 4,6 °C. Средняя температура воздуха самого холодного месяца (января) — −9,2 °C (абсолютный минимум — −39 °C); самого тёплого месяца (июля) — 18,8 °C (абсолютный максимум — 38 °С). Продолжительность периода активной вегетации растений колеблется от 137 до 150 дней. Среднегодовое количество атмосферных осадков составляет 515 мм, из которых большая часть выпадает в тёплый период. Снежный покров держится в течение 120—130 дней.

### Часовой пояс
Деревня Кукуевка, как и вся Орловская область, находится в часовой зоне МСК (московское время). Смещение применяемого времени относительно UTC составляет +3:00.

## Население
| 2010 |
| ---- |
| 29   |

### Половой состав
По данным Всероссийской переписи населения 2010 года в гендерной структуре населения мужчины составляли 41,4 %, женщины — соответственно 58,6 %.

### Национальный состав
Согласно результатам переписи 2002 года, в национальной структуре населения русские составляли 100 % из 32 чел.